# Джозеф Д. Пістоун
Джозеф Домінік Пістоне (англ. Joseph Dominick Pistone; нар. 17 вересня 1939, Ері, Пенсільванія, США) — американський колишній спеціальний агент Федерального бюро розслідувань (ФБР), який з вересня 1976 року по липень 1981 року працював під прикриттям під ім'ям Донні Браско. Його діяльність була частиною інфільтрації передусім у злочинну сім'ю Бонанно під керівництвом Ентоні Мірри, а згодом Домініка Наполітано, а також, меншою мірою, у злочинну сім'ю Коломбо. Обидві сім'ї є частиною «П'яти сімей» нью-йоркської Мафії.
Пістоне прослужив агентом ФБР 17 років, з 1969 року до своєї відставки у 1986 році. Зібрані ним докази призвели до висунення понад 200 обвинувачень та понад 100 засуджень членів Мафії. Деякі особи, відповідальні за його інфільтрацію, були вбиті іншими мафіозі.
Пістоне був піонером у довгостроковій роботі під прикриттям. Колишній директор ФБР Дж. Едгар Гувер, який помер у 1972 році, не бажав, щоб агенти ФБР працювали під прикриттям через небезпеку їх корумпування. Тим не менш, робота Пістоне згодом допомогла переконати ФБР, що використання агентів під прикриттям, замість виключного покладання на інформаторів, є ключовим інструментом у правоохоронній діяльності. Пістоне детально описав свій досвід під прикриттям у своїй книзі 1988 року «Донні Браско: Моє таємне життя в Мафії» (Donnie Brasco: My Undercover Life in the Mafia), яка лягла в основу однойменного фільму 1997 року про його життя.

## Ранні роки та кар'єра
Джозеф Пістоне народився у 1939 році в місті Ері, штат Пенсільванія. Він має італійське походження: його батько був з Калабрії, а мати — з Сицилії. Виріс у Патерсоні, штат Нью-Джерсі, де відвідував середню школу Істсайд. Закінчив Державний коледж Патерсона (нині Університет Вільяма Патерсона) у 1965 році, отримавши ступінь з антропології.
Рік працював учителем у Патерсонській школі № 10, а потім три роки в Управлінні військово-морської розвідки, перш ніж 7 липня 1969 року присягнув ФБР і був призначений до Джексонвілля, Флорида. У 1974 році його перевели до Нью-Йорка для роботи у відділі боротьби з викраденням вантажівок та вантажів. Завдяки його здатності керувати 18-колісними вантажівками та бульдозерами, йому врешті-решт було доручено роботу під прикриттям з інфільтрації у мережу викрадення транспортних засобів. Це завдання призвело до понад 30 арештів та підвищення профілю Пістоне серед правоохоронних органів.

## Кар'єра в ФБР як Донні Браско
Навесні 1976 року Пістоне зголосився інфільтруватися в злочинну сім'ю Бонанно. Для цього завдання він чудово підходив завдяки своєму вільному володінню італійською, сицилійському походженню та знанням мафіозних особливостей, отриманих завдяки його патерсонському походженню. Для операції під прикриттям була створена вигадана особистість Дональда «Донні» Браско, з «беком», що включав роботу дрібного викрадача коштовностей. Після інтенсивної підготовки, включаючи курси гемології ФБР, він пішов під прикриттям як викрадач коштовностей.
Операції було присвоєно кодову назву «Сан-Епл» (Sun-Apple) за розташуванням її двох одночасних операцій: Маямі («Сонячне Маямі») та Нью-Йорк («Велике Яблуко»). Після місяців планування, у вересні 1976 року, Пістоне розпочав свою операцію під прикриттям, яка спочатку планувалася на шість місяців, але перетворилася на кілька років. ФБР видалило ім'я Пістоне зі списків працівників та його особової справи; кожному, хто телефонував, питаючи про нього, відповідали, що такого імені серед працівників немає. Його колеги, друзі та інформатори не мали уявлення про те, що з ним сталося. Початкова мета операції полягала в інфільтрації у великих скупників краденого та угруповання, що займалися викраденням вантажівок, що, своєю чергою, мало б привести до Мафії. Перебуваючи під прикриттям, Пістоне інформував про діяльність Мафії під час одних з найбурхливіших боротьби за владу в організованій злочинності.
Пістоне зумів стати партнером угруповання Джилліка Греки з родини Коломбо, яке займалося переважно викраденнями вантажів та пограбуваннями. Приблизно через шість місяців Пістоне перейшов до сім'ї Бонанно, розвинувши стосунки з Ентоні Міррою. Коли Мірру відправили до в'язниці, Пістоне навчав мафіозним звичаям солдат Бонанно Бенджамін «Лівша» Руджейро, капітаном якого був Майк «Мімі» Сабелла. Пістоне також мав справу з торговими автоматами з Френком Балістері з Мілуокської злочинної сім'ї. Після вбивства Карміне Галанте в 1979 році Пістоне підпорядковувався капітану Домініку «Санні Блек» Наполітано.
Пістоне був відповідальним за прибуткове підприємство в Холідей, Флорида, коли він відкрив і керував нічним клубом «King's Court Bottle Club». У Флориді Пістоне працював з іншим агентом ФБР, який працював під прикриттям як Тоні Россі. Наполітано пізніше доручив Пістоне, якого він сподівався зробити «посвяченим» (made man), вбити сина Альфонса «Санні Ред» Інделикато, Ентоні «Бруно» Інделикато, який раніше уникнув смерті, пропустивши зустріч у травні 1981 року, що призвела до загибелі Інделикато, Філліпа Джакконе та Домініка Тринчери.
ФБР тоді наказало припинити операцію Пістоне. Він хотів продовжувати, поки не стане «посвяченим» того грудня; Наполітано мав збрехати про його «здобуття кісток» (участь у вбивстві, замовленому Мафією), щоб довести свою лояльність. Однак керівництво Пістоне вирішило, що операція стає надто небезпечною, і встановило дату її завершення — 26 липня 1981 року. Лише після від'їзду Пістоне агенти ФБР Дуг Фенкл, Джим Кінн і Джеррі Лоар повідомили Наполітано, що його давній партнер був агентом ФБР. Після завершення операції Пістоне отримав бонус у розмірі 500 доларів.

## Наслідки
Невдовзі, 17 серпня 1981 року, Наполітано був убитий за те, що дозволив агенту ФБР проникнути в сім'ю; його застрелили, а руки відрубали. Руджейро був заарештований ФБР 29 серпня 1981 року. Мірра також був убитий 18 лютого 1982 року. Щодо долі Наполітано, Пістоне заявив: «Моєю метою у всьому цьому було садити людей у в'язницю, а не вбивати їх». У листопаді 1982 року Руджейро разом з Ніколасом Санторою, Антоніо Томасуло та Ентоні «Товстим Тоні» Рабіто були засуджені під час шеститижневого судового процесу за змову щодо рекету, отримавши 15-річний тюремний термін.
Мафія призначила ціну в 500 000 доларів за голову Пістоне і вигнала сім'ю Бонанно з Комісії. Агенти ФБР відвідали босів Мафії в Нью-Йорку та порадили їм не вбивати Пістоне. Контракт був відкликаний Полом Кастеллано, який очолював Комісію, оскільки він вважав, що вбивство федерального агента «приверне занадто багато уваги». Пістоне вперше публічно свідчив 2 серпня 1982 року. Зібрані Пістоне докази призвели до понад 200 обвинувачень та понад 100 засуджень членів Мафії. Хоча Пістоне пішов з ФБР у 1986 році, він продовжував свідчити, коли його викликали, включаючи процес «Піца-Коннекшн».
Хоча інфільтрація Пістоне знищила сім'ю Бонанно, вона також призвела до їх виключення з Комісії Мафії. Отже, Бонанно не були ціллю розслідування, яке призвело до судового процесу над Комісією Мафії, в результаті якого вище керівництво «П'яти сімей» потрапило до в'язниці. Уникнувши цього, сім'я зберегла своє керівництво недоторканим і змогла знову консолідувати свою владу. Бос, який очолив це відродження, Джозеф Массіно, був засуджений у 2004 році за замовлення вбивства Наполітано за те, що він дозволив Пістоне проникнути в сім'ю.
Пістоне живе в невідомому місці зі своєю дружиною Меггі та трьома дочками під вигаданими іменами. Він активно працює як автор і консультант для правоохоронних органів по всьому світу, включаючи Скотланд-Ярд, і був викликаний для свідчень перед Сенатом Сполучених Штатів як експерт з організованої злочинності.
У вересні 2012 року Пістоне свідчив у Монреалі, Квебек, на публічних слуханнях Комісії Шарбонно з розслідування корупції, як експерт-свідок.

## Медіа
Пістоне детально описав свій досвід під прикриттям у своїй книзі 1988 року «Донні Браско: Моє таємне життя в Мафії». Книга лягла в основу однойменного фільму 1997 року «Донні Браско», для якого Пістоне працював технічним консультантом, а головні ролі виконали Джонні Депп (як Пістоне) та Аль Пачіно (як «Лівша» Руджейро). Вона також стала основою для недовговічного телесеріалу 2000 року «Фалконе» (Falcone), де Джейсон Гедрік зіграв Пістоне (чиє мафіозне прізвисько було змінено з «Донні Браско» на «Джо Фальконе» з юридичних причин). Пістоне був консультантом у фільмі «Донні Браско», щоб додати автентичності вигаданим зображенням та обстановці. Його життя було використано в одному з епізодів «ФБР: Нерозказані історії» (FBI: The Untold Stories).
Пістоне повернувся до своїх вражень як Донні Браско у своїх книгах «Шлях розумника» (The Way of the Wiseguy) (2004) та «Донні Браско: Незавершені справи» (Donnie Brasco: Unfinished Business) (2007, у співавторстві з Чарльзом Брандтом). Пістоне написав роман під назвою «Хороші хлопці» (The Good Guys) (2005) разом із сином Джозефа Бонанно, Сальваторе «Білом» Бонанно. Він також написав кілька художніх творів, таких як «Глибоке прикриття» (Deep Cover), «Зв'язані з мафією» (Mobbed Up) та «Зміїні очі» (Snake Eyes). Він виступав виконавчим продюсером фільмів, пов'язаних з Мафією, включаючи фільм 2006 року «10-та та Вовк» (10th & Wolf). У 2008 році італійська художниця Росселла Біскотті взяла інтерв'ю у Пістоне для свого відео «Людина під прикриттям» (The Undercover Man). П'єса за мотивами «Донні Браско» відкрилася в Pennsylvania Playhouse.
Пістоне згадується у восьмому епізоді документального серіалу британського історичного телеканалу «Yesterday» «Найбільші хіти Мафії» (Mafia's Greatest Hits). Епізод «Секрети мертвих» (Secrets of the Dead), «Мафіозний цвинтар» (Gangland Graveyard), присвячений Пістоне та його інфільтрації в Мафію як частині довготривалого розслідування вбивства трьох капітанів Мафії за замовленням Массіно.
Пістоне відіграв помітну роль у мінісеріалі 2013 року «Всередині американської мафії» (Inside the American Mob). Він помітно згадується в епізоді 1 «Залишитися в живих у 70-х» (Stayin' Alive in the '70s) і є головною темою епізоду 2, «Операція Донні Браско» (Operation Donnie Brasco).
У травні 2020 року Пістоне запустив подкаст під назвою «Глибоке прикриття: Справжній Донні Браско» (Deep Cover: The Real Donnie Brasco).